# Campionatul de fotbal din Senegal
Premier League (Senegal) este primul eșalon din sistemul competițional fotbalistic din Senegal.

## Echipele sezonului 2010

### Poule A
- AS Douanes (Dakar)
- ASC HLM (Dakar)
- ASC Jeanne d'Arc (Dakar)
- ASC Linguère (Saint-Louis)
- ASC Niary Tally (Dakar)
- CSS Richard-Toll (Diourbel)
- Dakar UC (Dakar)
- Stade Mbour (M'Bour)
- UCST Port Autonome

### Poule B
- AS Pikine
- ASC Diaraf (Dakar)
- ASC Saloum (Kaolack)
- ASC Yakaar (Rufisque)
- Casa Sport (Ziguinchor)
- Guédiawaye FC (Dakar)
- Renaissance Sportive de Yoff
- US Gorée (Dakar)
- US Ouakam (Dakar)

## Foste campioane
| - 1960 : ASC Jeanne d'Arc (Dakar) - 1961-63 : campioană necunoscută - 1964 : Olympique Thiès - 1965 : campioană necunoscută - 1966 : Olympique Thiès - 1967 : Espoir Saint-Louis - 1968 : Foyer France (Dakar) - 1969 : ASC Jeanne d'Arc (Dakar) - 1970 : ASC Diaraf (Dakar) - 1971 : ASFA Dakar - 1972 : ASFA Dakar - 1973 : ASC Jeanne d'Arc (Dakar) - 1974 : ASFA Dakar - 1975 : ASC Diaraf (Dakar) - 1976 : ASC Diaraf (Dakar) - 1977 : ASC Diaraf (Dakar) | - 1978 : US Gorée - 1979 : ASF Police (Dakar) - 1980 : SEIB (Diourbel) - 1981 : US Gorée - 1982 : ASC Diaraf (Dakar) - 1983 : SEIB (Diourbel) - 1984 : US Gorée - 1985 : ASC Jeanne d'Arc (Dakar) - 1986 : ASC Jeanne d'Arc (Dakar) - 1987 : SEIB (Diourbel) - 1988 : ASC Jeanne d'Arc (Dakar) - 1989 : ASC Diaraf (Dakar) - 1990 : UCST Port Autonome (Dakar) - 1991 : UCST Port Autonome (Dakar) - 1992 : ASEC Ndiambour (Louga) - 1993 : AS Douanes (Dakar) | - 1994 : ASEC Ndiambour (Louga) - 1995 : ASC Diaraf (Dakar) - 1996 : SONACOS (Diourbel) - 1997 : AS Douanes (Dakar) - 1998 : ASEC Ndiambour (Louga) - 1999 : ASC Jeanne d'Arc (Dakar) - 2000 : ASC Diaraf (Dakar) - 2001 : ASC Jeanne d'Arc (Dakar) - 2002 : ASC Jeanne d'Arc (Dakar) - 2003 : ASC Jeanne d'Arc (Dakar) - 2004 : ASC Diaraf (Dakar) - 2005 : UCST Port Autonome (Dakar) - 2006 : AS Douanes (Dakar) - 2007 : AS Douanes (Dakar) - 2008 : AS Douanes (Dakar) - 2009 : ASC Linguère |

## Titluri după echipă
| Echipă                                      | Titluri |
| ------------------------------------------- | ------- |
| ASC Diaraf (Dakar) [incluzând Foyer France] | 10      |
| ASC Jeanne d'Arc (Dakar)                    | 10      |
| AS Douanes (Dakar)                          | 5       |
| SONACOS (Diourbel) [incluzând SEIB]         | 4       |
| ASFA Dakar                                  | 3       |
| US Gorée                                    | 3       |
| ASEC Ndiambour                              | 3       |
| UCST Port Autonome (Dakar)                  | 3       |
| Olympique Thiès                             | 2       |
| ASF Police (Dakar)                          | 1       |
| Espoir Saint-Louis                          | 1       |
| ASC Linguère                                | 1       |